# روح‌الله عباس‌پور
روح‌الله عباس‌پور (زادهٔ ۱۳۳۹ در قزوین) سیاستمدار اصول‌گرا و نمایندهٔ دورهٔ نهم،  یازدهم و دوازدهم مجلس شورای اسلامی و سخنگوی سابق کمیسیون صنایع و فرماندار البرز حوزه انتخابیه بوئین‌زهرا و آوج استان قزوین است.